# Qateel Shifai
Qateel Shifai, właśc. Aurangzeb Khan (ur. 24 grudnia 1919 w Haripur, Hazara, zm. 11 lipca 2001 w Lahaur) – pakistański poeta tworzący w języku urdu.
Wcześnie osierocony przez ojca imał się w młodości różnych zajęć. Pracował w sklepie sportowym i jako ekspedytor w firmie transportowej, przez cały czas pisząc jednak poezję. W 1946 roku redaktor literackiego pisma Adab-e-Latif z Lahaur, poznawszy się na talencie młodego poety, zaproponował my stanowisko asystenta w redakcji. Później zdobył sławę i olbrzymią popularność jako twórca lirycznych gazeli, które wykorzystywane były w wielu filmach pakistańskich i indyjskich, a płyty z nimi wydawane są w milionach egzemplarzy.